# 岡村洋佑
岡村 洋佑（おかむら ようすけ、1989年2月16日 - ）は、長野県出身のシンガーソングライター、作詞家、作曲家、編曲家 音楽プロデューサーである。

## 人物・来歴
3歳からYAMAHA音楽教室にてエレクトーンを学ぶ。中学生の頃に、m.c.A・Tに影響を受け、18歳から作曲家としての音楽の道を志して上京し東京スクールオブミュージック専門学校渋谷に入学。
2013年に作詞・作曲を担当した、AAA「恋音と雨空」が第55回日本レコード大賞にて優秀作品賞を受賞した。2015年1月 ダンスボーカルユニットEMALFに加入。2016年以降はサウンドプロデュースをメインに活動している。

## ディスコグラフィー

### シングル
- Unstoppable（2019年2月16日）
- 明日も君がいてくれるから（2020年2月16日）

### アルバム
- 青二才（2015年12月27日）
- 流浪人（2020年2月16日）

### シングル (BSK BOY名義)
- SAKURA ICHIGO（2017年3月4日）
- HIMAWARI PINEAPPLE（2017年7月20日）
- Utau Alien（2018年3月20日）
- Cockatiel Beat（2020年9月26日）

### コラボレーション楽曲
- ボクノボク（2018年3月14日）

## 他アーティストへの提供作品
ABC順
- AAA
  - 恋音と雨空（作詞・作曲）
- 愛知みずほ短期大学
  - 私たちの物語（作詞・作曲・編曲）
- BENI
  - 恋音と雨空（作曲・作曲）
- Cancana
  - I'll be in the dark（作曲・作曲）
- カモンジョック!
  - 777（編曲）
  - Monday（編曲）
  - ジェントルマン（編曲）
  - ジャックじゃないぜ　ジョックだぜ（編曲）
  - ネクタイの位置はそこじゃない（編曲）
  - Gavu Gavuドライブ（編曲）
  - New York. New York（編曲）
  - てるてる坊主にお願い（編曲）
- K∀N∀HO(canaho)
  - 藍色の部屋（作詞・作曲）
- DOBERMAN INFINITY
  - Treasure（作詞・作曲）
- .BPM
  - SPiDER!!（作詞・作曲・編曲）
  - ストーカーガール（作詞・作曲・編曲）
  - Black Chocorate（作詞・作曲・編曲）
  - 以心伝心（作詞・作曲・編曲）
  - Bungee Jump（作詞・作曲・編曲）
  - メロンソーダ・ランデブー（作詞・作曲・編曲）
  - あなたがこころにいるだけで（作詞・作曲・編曲）
  - ばくれつけん（作詞・作曲・編曲）
  - 呼吸を止めて〜10秒〜（作詞・作曲・編曲）
  - Dancin' Chicken（作詞・作曲・編曲）
  - Jealousy（作詞・作曲・編曲）
  - Popcorn!!（作詞・作曲・編曲）
  - Brilliant（作詞・作曲・編曲）
  - カミナリサマー（作詞・作曲・編曲）
- EMALF
  - 青い月（作詞・作曲・編曲）
  - 猛 B DASH!!（作詞・作曲・編曲）
  - O LOVE（作詞・作曲・編曲）
  - Invisible Force（作詞・作曲・編曲）
  - Thanx for you...（作曲・編曲）
- H!dE
  - TOMODACHI（編曲）
  - SAYONARA（編曲）
  - SUKOSHIDAKE（編曲）
  - AIKAGI（編曲）
  - DAIJOBU（編曲）
  - OSOROI（編曲）
  - KAKUSHIGOTO（編曲）
  - キセキ～再恋story～（編曲）
  - Aitai～約束の場所～（編曲）
  - Pinky Ring（編曲）
- かじのつよし with S9PER&Producer 嶋大輔
  - ☆星降る街角 -orden version-☆（編曲）
  - 麦畑（編曲）
- 小越勇輝
  - ユウキ!!（作詞・作曲・編曲）
  - 青い瞳の仔猫（作詞・作曲・編曲）
- 三浦風雅
  - サクラノキノシタデ（作詞・作曲・編曲）
- mieko
  - オレンジスターマイン（作詞・作曲）
- LoVendoЯ
  - ハイヒールキック（作詞・作曲・編曲）
- ソ・イングク
  - 君という季節 ～Japanese ver.～（日本語作詞）
- Sexy Zone
  - きみを離さない きみを離れない（作曲）
- ShanpleaN
  - Tulip（作詞・作曲・編曲）
  - Lavender（作詞・作曲・編曲）
  - Marguerite（作詞・作曲・編曲）
  - IRIS（作詞・作曲・編曲）
- SOLIDEMO
  - もう会えないけど、平気ですか？〜Ourdays〜（作詞）
- ZOOCO
  - 永遠の恋の予感 (ZOOCO/黒沢 薫)（作詞・作曲・編曲）
  - ANNIVERSARY （作詞・作曲・編曲）

## 主な出演

### テレビ
- 村上マヨネーズのツッコませて頂きます!
  - 第1回 LINEセンテンスKING-GP(2016年7月18日)
  - 第2回 LINEセンテンスKING-GP(2016年11月26日)

### CM
- ムラサキスポーツSURF CM 2015
  - Surfin' JPN(アルバム[青二才]より)
- ムラサキスポーツ「ライフスタイル ボーイズ＆ガールズ編」CM 2016
  - Winter Show